# エトワール (1992年のパチンコ機)
『エトワール』は、1992年1月にSANKYOが発売した、宇宙をイメージした盤面にデジタルと回転体役物が配置されているパチンコ機のシリーズ名。
『エトワールⅠ』の1機種がある。

## 概要
確率変動機能を搭載した3回1セットの権利物タイプ。初回のデジタルが揃う確率が1/280で、2•3回目は1/28となる。デジタルが揃った後に回転体役物下のVチャッカー入賞で権利獲得となる。
旧要件のデジパチで、出玉が多い機種はデジタルの回りが悪く、大当たりしにくい特徴があった。本機も1回あたりの獲得出玉が多いので、デジタルを回すためのGOチャッカー周辺は厳しめのゲージであった。
兄弟機として、大同（現:ビスティ）から『エトワール D』も発売された。

## スペック
- エトワールⅠ
  - 賞球数 7&15
  - 大当たり最高継続 16R
  - 大当たり確率 1/280

## 図柄
- 0
- 1
- 3
- 5
- 7
- 9
- F

## 演出
デジタルが揃うと、その下にある電チューが約6秒または3個入賞まで開放する。電チュー下の回転体役物は3箇所穴があり、長い穴に玉が入れば、下のVチャッカーに入賞して権利獲得となる。残り2箇所の短い穴に入るとVチャッカーの位置まで到達する前に裏側に落ちてハズレとなる。
デジタルが揃った後は、3個の入賞まで電チューが開放されるのだが、まれに4個目まで拾う場合があった。1個目の玉がVチャッカーに入った場合は大当たり消化前に再度V入賞をしてしまいパンクする可能性があった。
権利獲得後は右打ちでの大当たり消化となる。